# Songming
För andra betydelser, se Songming (olika betydelser).
Songming, tidigare stavat Sungming, är ett härad som lyder under Kunmings stad på prefekturnivå i Yunnan-provinsen i sydvästra Kina.